# Clitaetra thisbe
Clitaetra thisbe är en spindelart som beskrevs av Simon 1903. Clitaetra thisbe ingår i släktet Clitaetra och familjen Nephilidae.
Artens utbredningsområde är Sri Lanka. Inga underarter finns listade i Catalogue of Life.